# توماس برایان مارتین
توماس برایان مارتین (Thomas Bryan Martin) (۱۷۳۱–۱۷۹۸)، مأمور زمین، قاضی، قانون‌گذار و کارگزار انگلیسی آمریکایی قرن هجدهم در مستعمره (و بعدها ایالت ایالات متحده) ویرجینیا و در ویرجینیای غربی امروزی بود.
مارتین در ۱۷۳۱ در کنت متولد شد و نوهٔ توماس فیرفکس، پنجمین لرد فیرفکس کامرون (۱۶۵۷–۱۷۱۰) از طریق مادرش، فرانسیس فیرفکس مارتین بود. مارتین در محیطی محقر در انگلستان بزرگ شد و در ۱۷۵۱ به ویرجینیا نقل مکان کرد تا به عمویش، توماس فیرفکس، ششمین لرد فیرفکس کامرون (معروف به لرد فیرفکس)، در اداره مالکیت نورسرن نک پراپرتری که تا ۵ میلیون جریب (۲۰ هزار کیلومتر مربع) را شامل می‌شد، کمک کند. مارتین با عمویش در املاک مرزی گرین‌وی کورت در شهرستان کلارک کنونی، ویرجینیا اقامت داشت. او به دلیل ذات پر انرژی و وفادارش محبت‌های لرد فیرفکس را به دست آورد و به دلیل نفوذ فزاینده مارتین، لرد فیرفکس، پایگاه عملیاتی مالکیت را در ۱۷۶۲ به گرین‌وی کورت منتقل کرد و مارتین را مباشر و نمایندهٔ زمین کرد.
مارتین نقش فعالی در امور سیاسی و مدنی در حوزه مالکیت داشت. او به عنوان عضوی عادی در هیئت امنا برای کلیسای انگلیکن فردریک خدمت کرد و پس از ایجاد شهرستان همپشایر در ۱۷۵۴، به عنوان اولین قاضی این شهرستان ریاست کرد و سپس به عنوان ستوان شهرستان منصوب شد. او بعدها از ۱۷۵۶ تا ۱۷۵۸ نمایندهٔ شهرستان همپشایر در مجلس بورجزس بود و همراه با جورج واشینگتن خدمت کرد و از ۱۷۵۸ تا ۱۷۶۱ نمایندهٔ شهرستان فردریک بود. مارتین به عنوان معتمد شهرهای مرزی وینچستر، استفنزبورگ (شهر استفنز امروزی) و باث (برکلی اسپرینگز امروزی) منصوب شد. همچنین وی به عنوان سرهنگ شبه‌نظامیان شهرستان فردریک منصوب شد. هرچند که مارتین در وضعیت سلامتی خوبی نبود اما شهرک نشینان برای استفاده از منابع قابل توجه خود در پاسخ به حملات بومیان آمریکا، به او اعتماد داشتند. پس از شروع جنگ انقلابی آمریکا، مارتین انتصاب مجددش توسط فرماندار پاتریک هنری به عنوان قاضی کمیسیون صلح شهرستان فردریک را رد کرد. پس از آن، مارتین به‌طور کامل از خدمات دولتی کناره‌گیری کرد و بازنشسته شد و به گرین‌وی کورت بازگشت.
او در طول جنگ از جایگاه پایینی برخوردار بود. اما با عمویش لرد فیرفکس علی‌رغم اینکه تنها اشرافی مقیم مستعمرات آمریکا بود با احترام و ملاحظه رفتار می‌شد. پس از مرگ لرد فیرفکس در ۱۷۸۱، برادر مارتین، کشیش دنی مارتین فیرفکس، مالکیت نورس نک را به ارث برد و مارتین مالک گرین‌وی کورت شد. او خانم کرافورد، خانه‌دار عمویش را به عنوان معشوقه خود گرفت و در ۱۷۹۸ در تجرد درگذشت. مارتین ملک خود در گرین‌وی کورت و هزار جریب (۴ کیلومتر مربع) مجاور آن را به خانه‌دار خود، بتسی پاورز واگذار کرد. برادر مارتین، دنی فیرفکس، نتوانست مالکیت املاک را به درستی حفظ کند و زمین‌های باقی‌مانده را در ۱۷۹۷ انتقال داد، بنابراین منافع خانواده‌های فیرفکس و مارتین در املاک، قبل از انحلال رسمی آن در ۱۸۰۶، پایان یافت. شهر مارتینزبورگ، ویرجینیای غربی، توسط دوستش آدام استفن برای مارتین نام‌گذاری شد.

## اوایل زندگی و خانواده
توماس برایان مارتین در ۱۷۳۱ در کنت، انگلستان متولد شد. او پسر دنی مارتین (۱۶۹۵–۱۷۶۲) از سالت مانور و همسرش فرانسیس فیرفکس مارتین (۱۷۰۳–۱۷۹۱) بود. پدر و مادرش در لوز، کنت ازدواج کردند. مادر مارتین، دختر توماس فیرفکس، پنجمین لرد فیرفکس کامرون (۱۶۵۷–۱۷۱۰) و همسرش کاترین کولپپر فیرفکس بود.

## زندگی شخصی، وفات و میراث
پس از مرگ لرد فیرفکس در ۱۷۸۱، مارتین، خانم کرافورد، خانه‌دار عمویش را به عنوان معشوقه انتخاب کرد و از او صاحب یک دختر شد. خانم کرافورد چند سال تا زمان مرگش، معشوقه مارتین باقی‌ماند. دخترشان با کاپیتان بریتانیایی فرانسیس گلدارت ازدواج کرد. اما او بلافاصله پس از ازدواج، بدون مشکل خاصی درگذشت. مارتین به گلدارت، هزار جریب (۴ کیلومتر مربع) از گرین‌وی کورت و تعدادی برده داد. مارتین، خانه‌دار، بتسی پاورز را پس از مرگ دخترش، در گرین‌وی کورت استخدام کرد. مارتین در ۱۷۹۸ و در تجرد درگذشت. وصیت‌نامه او به تاریخ ۲۴ ژوئیه ۱۷۹۴ در ۱ اکتبر ۱۷۹۸ تأیید شد. در آن وصیت‌نامه، او ملک خود در گرین‌وی کورت و ۱۰۰۰ جریب (۴ کیلومتر مربع) مجاورش را به خانه‌دارش بتسی پاورز وقف کرد. پاورز همچنین «همه خانه‌های موجود در آن، وسایل خانه (به جز بشقاب و ساعت)، نیمی از اسب‌های موجود، گاو، گوسفند و گراز و ده برده به انتخاب خودش» را به ارث برد. خواهران زندهٔ مارتین؛ فرانسیس، سیبیلا و آنا سوزانا مارتین «همهٔ پول‌ها و باقی‌ماندهٔ اموال شخصی» را که به پاورز وصیت نشده بود، دریافت کردند. هر یک از مجریان وصیت‌نامهٔ مارتین، ده گینه‌ای (برده) دریافت کردند. مارتین وصیت کرده بود؛ باقی‌ماندهٔ دارایی خود و هزار جریب (۴ کیلومتر مربع) از گرین‌وی کورت را، در صورتی که پاورز پیش از مرگش فوت کرده باشد، توسط مجریان وصیتش؛ گابریل جونز، رابرت مکی و جان شرمن وودکاک، به قطعاتی تقسیم شده و فروخته شوند و سود حاصل از آن به خواهران مارتین داده شود. پاورز همچنین یک ارابه، افسار و ۱۶۰ جریب (۰٫۶۵ کیلومتر مربع) در شهرستان استافورد در نزدیکی فالموث دریافت کرد. پس از فوت مارتین، پاورز با دبلیو کارناگی ازدواج کرد.
با ادامه دادخواهی در ویرجینیا، برادر مارتین، دنی فیرفکس، نمی‌خواست برای پایان دادن به اقدامات مصادره، به آنجا برود. درعوض، او با جیمز مارکام مارشال که در زمستان ۱۷۹۳ از انگلستان دیدن کرد و نماینده ائتلاف خانواده مارشال بود که می‌خواستند لیدز مانور و ساس برانچ را بخرند، اما بودجه نداشتند، مذاکره کرد. پس از اینکه جان مارشال بر سر معامله مذاکره کرد و مجمع عمومی ویرجینیا قانون را تصویب کرد، گروه مارشال تأمین مالی موقت را تضمین کرد، بنابراین در ۳۰ اوت ۱۷۹۷، مارتین عنوان را انتقال داد به: «همه و هر یک از آن بخش‌ها، قطعات و قطعات زمین که بخشی از مالکیت نورس نک ویرجینیا هستند، با تمام حقوق و منافع مفید از هر ماهیتی که باشد».
سپس گروه مارشال علاقه خود را به زمین‌های توسعه نیافته در مناطق مشترک‌المنافع ویرجینیا منتقل کرد. این سند انتقال به علاقهٔ خانواده‌های فیرفکس و مارتین به مالکیت پایان داد. در ۱۷۹۹، مجمع عمومی ویرجینیا مارشال را به عنوان دارندهٔ سند قانونی مالکیت‌های باقی‌مانده فیرفکس مجاز دانست. با این حال، ائتلاف مارشال، پرداخت نهایی خود را تا ۱۸۰۶ تکمیل نکرد، زمانی که مالکیت نورس نک به‌طور رسمی منحل شد و ویرجینیا دوباره مالک قانونی زمین‌های توسعه نیافته شد.

## کتابشناسی
- Brannon, Selden W., ed. (1976). Historic Hampshire: A Symposium of Hampshire County and Its People, Past and Present. Parsons, West Virginia: McClain Printing Company. ISBN 978-0-87012-236-1. OCLC 3121468.
- Brown, Stuart E. , Jr. (2008). Virginia Baron: The Story of Thomas 6th Lord Fairfax. Baltimore: Genealogical Publishing Company. ISBN 978-0-8063-5218-3. OCLC 54106748. Archived from the original on April 15, 2016 – via Google Books.
- Cartmell, Thomas Kemp (1909). Shenandoah Valley Pioneers and Their Descendants: A History of Frederick County, Virginia (illustrated) from Its Formation in 1738 to 1908. Winchester, Virginia: Eddy Press Corporation. ISBN 978-0-7222-4630-6. OCLC 583806244. Archived from the original on April 22, 2016 – via Google Books.
- Harrison, Fairfax (July 1925). "The Proprietors of the Northern Neck: Chapters of Culpeper Genealogy". The Virginia Magazine of History and Biography. Richmond, Virginia: Virginia Historical Society. 33 (3): 223–267. ISSN 2330-1317. JSTOR 4244022. OCLC 60624252.
- Harrison, Fairfax (January 1926). "The Proprietors of the Northern Neck: Chapters of Culpeper Genealogy". The Virginia Magazine of History and Biography. Richmond, Virginia: Virginia Historical Society. 34 (1): 19–64. ISSN 2330-1317. JSTOR 4244064. OCLC 60624252.
- Hofstra, Warren R. (1999). A Separate Place: The Formation of Clarke County, Virginia. Madison, Wisconsin: Madison House Publishers. ISBN 978-0-945612-70-4. OCLC 43288866. Archived from the original on April 11, 2016 – via Google Books.
- Kercheval, Samuel (1902).  Charles James Faulkner; John Jeremiah Jacob (eds.). A History of the Valley of Virginia. Woodstock, Virginia: W. N. Grabill. OCLC 583806184 – via Internet Archive.
- Lissandrello, Stephen (March 15, 1975). National Register of Historic Places Registration Form: Greenway Court (PDF). United States Department of the Interior, National Park Service, Historic Sites Survey. Archived from the original (PDF) on February 7, 2016.
- Longmore, Paul K. (1999). The Invention of George Washington. Charlottesville, Virginia: University of Virginia Press. ISBN 978-0-8139-1872-3. OCLC 39860113. Archived from the original on April 18, 2016 – via Google Books.
- Munske, Roberta R.; Kerns, Wilmer L., eds. (2004). Hampshire County, West Virginia, 1754–2004. Romney, West Virginia: The Hampshire County 250th Anniversary Committee. ISBN 978-0-9715738-2-6. OCLC 55983178.
- Norris, J. E., ed. (1890). History of the Lower Shenandoah Valley Counties of Frederick, Berkeley, Jefferson and Clarke. Chicago: A. Warner & Company. OCLC 181016569 – via Internet Archive.
- Russell, T. Triplett; Gott, John K. (2008). Fauquier County in the Revolution. Westminster, Maryland: Heritage Books. ISBN 978-1-888265-60-6. OCLC 45188611. Archived from the original on April 23, 2016 – via Google Books.
- Smith, Jean Edward (2014). John Marshall: Definer of a Nation. New York City: Henry Holt and Company. ISBN 978-1-4668-6231-9. OCLC 34576755. Archived from the original on April 29, 2016 – via Google Books.
- Tyler, Lyon Gardiner (1915). Encyclopedia of Virginia Biography. New York City: Lewis Historical Publishing Company. OCLC 848289351. OL 7149774M.
- Tyler's Quarterly Historical and Genealogical Magazine (2007). Genealogies of Virginia Families from Tyler's Quarterly Historical and Genealogical Magazine. Baltimore: Genealogical Publishing Company. ISBN 978-0-8063-0947-7. OCLC 191750471. Archived from the original on April 2, 2016 – via Google Books.